# Harrisomyia terebrella
Harrisomyia terebrella là một loài ruồi trong họ Limoniidae. Chúng phân bố ở miền Australasia.